# Иоанна — женщина на папском престоле
«Иоанна — женщина на папском престоле» (англ. Pope Joan) — фильм 2009 года совместного производства Германии, Великобритании, Италии и Испании. Снят по одноименному роману американской романистки Донны Вулфолк Кросс.
Продюсером выступил Бернд Айхингер, а режиссёром Зёнке Вортман. Главные роли исполнили: Йоханна Вокалек, Дэвид Уэнем и Джон Гудмен.
Мировая премьера фильма состоялась в Берлине 19 октября 2009 года.

## Сюжет
Иоанна (Йоханна Вокалек), родившаяся в семье обычного деревенского священника (Иэн Глен), с детства демонстрировала незаурядные умственные способности и непреодолимую тягу к знаниям. Получив, вопреки существовавшим запретам, образование, но едва оставшись в живых во время нашествия норманнов, она решает выдать себя за мужчину, взяв имя Иоанн Англикус. Попав в Рим, Иоанна/Иоанн становится личным врачом и советником действующего папы римского Сергия (Джон Гудмен), а после его смерти сама, будучи избранной, занимает папский престол.

## В ролях
- Йоханна Вокалек — Папесса Иоанна / Pope Joan
- Лотте Флак — Иоанна в 10-14 лет
- Тигерли Хатчинсон — Иоанна в 6-9 лет
- Дэвид Уэнем — Герольд / Gerold
- Джон Гудмен — папа римский Сергий II[4] / Pope Sergius
- Анатоль Таубман — Анастасий / Anastasius
- Эдвард Петербридж[англ.] — Эскулапий / Aesculapius
- Иэн Глен — сельский священник, отец Иоанны
- Йордис Трибель — Гудрун, мать Иоанны
- Ян-Хендрик Кифер — Йоханнес, брат Иоанны
- Уильям Стюц — Йоханнес в 9-12 лет
- Джек Флак — Йоханнес в 3 года
- Сандро Ломан — Мэтью брат Иоанны
- Лукас Т. Берглунд — Мэтью в 6 лет
- Оливер Нагеле — епископ Фульгенций
- Марк Бишофф — Одо, учитель
- Клаудия Михельсен — графиня Ричильда
- Оливер Коттон — Арсениус, отец Анастасия
- Николас Вудсон — Аригис, Папский Номенклатор Иоанны
- Джеральд Александр — Лотар
- Сюзанна Бертиш — епископ Арнальдо, рассказчица

## Производство
Производство фильма заняло много времени и было отмечено финансовыми трудностями, и сложностями в работе актеров. Попытки оскароносного кинематографиста Фолькера Шлендорфа снять фильм, начались в 1999 году, сначала с продюсерских компаний UFA и Senator, пока последняя не была объявлена банкротом в 2004 году, тогда он обратился к студиям Bernd Eichinger и Constantin Film. Запланированные съемки были отложены в 2007 году Джоном Гудменом. Следующим летом Шлендорффа уволили. Зёнке Вортман сменил его на посту режиссёра, и вскоре после этого, в мае 2008 года, исполнительница главной роли — Франка Потенте была заменена Йоханной Вокалек.
Съемки начались в начале августа 2008 года в Бург-Кверфурте в Саксонии-Ангальт, Германия. Другими местами съемок были: монастырь Landesschule Pforta и церковь Св. Сириака в Гернроде, а сцены в Риме снимались в Уарзазате, Марокко. Основные съемки были завершены в 2008 году в Германии и Марокко.

## Восприятие
The Guardian отметил появление фильма в топе-10 итальянской прокатной кассы и написал о критике фильма со стороны Ватикана, а газета Итальянской епископской конференции L'Avvenire описала его как «крайне ограниченное видение».

## Награды
«Иоанна — женщина на папском престоле» был номинирован в четырех категориях в 2010 году по версии Deutscher Filmpreis, «Лучшая актриса второго плана» для Йордис Трибель, «Художественное руководство», «Костюмы» и «Звук».